# Braulio Bahamonde Montaña
Braulio Bahamonde Montaña (San Juan, provincia de Chiloé, 7 de mayo de 1874-Santiago, 24 de mayo de 1935) fue un marino y político chileno. Alcanzó el rango de contraalmirante de la Armada, posición en la cual desempeñó el cargo de ministro de Marina durante la Junta de Gobierno de 1925, presidida por Emilio Bello Codesido, y que mantuvo en la seguida presidencia de Arturo Alessandri, la vicepresidencia de Luis Barros Borgoño y la presidencia de Emiliano Figueroa Larraín.

## Familia y estudios
Nació en la localidad chilena de San Juan, próxima a Dalcahue, en el archipiélago de Chiloé el 7 de mayo de 1874, siendo hijo de Salvador Bahamonde Bahamonde y Rosa Montaña Andrade, ambos pertenecientes a antiguas familias de la zona. Realizó sus estudios primarios y secundarios en el Liceo de Ancud hasta el año 1890.
Se casó con Ester Calderón, teniendo descendencia.

## Carrera naval

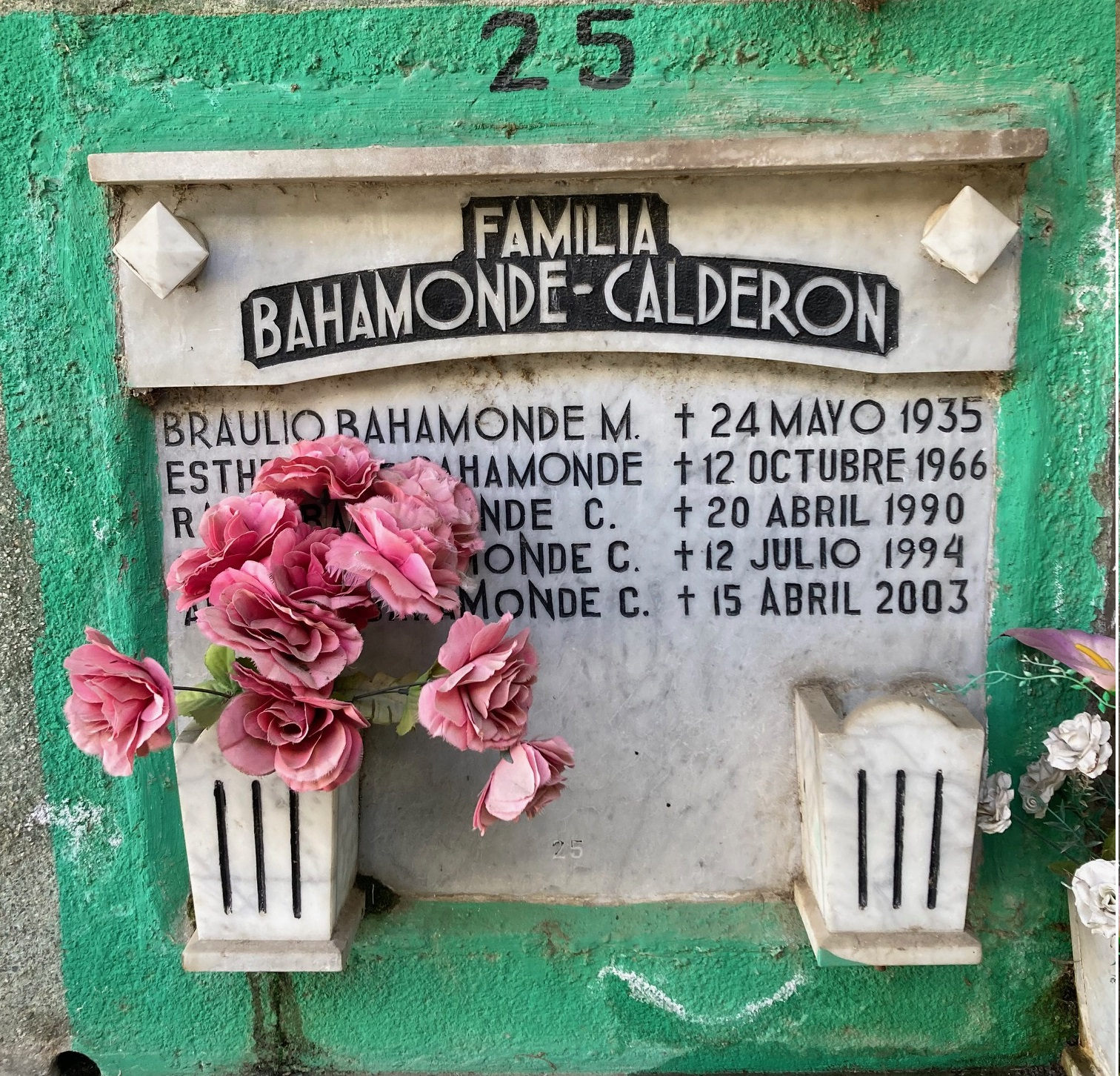
Sepultura familiar de Braulio Bahamonde en Viña del Mar.

Ingresó a la Escuela Naval Arturo Prat ubicada en Valparaíso en 1890, egresando diciembre de 1892 con el grado de guardiamarina de segunda clase. Luego de diez años embarcado, en noviembre de 1902 fue ascendido a capitán de corbeta, y en 1906 a capitán de fragata. En este último rol colaboró con el almirante Luis Gómez Carreño durante el terremoto de Valparaíso de 1906, y posteriormente fue enviado a Inglaterra a supervisar la construcción del acorazado "Almirante Latorre". En 1916, luego de su regreso a Chile, fue ascendido nuevamente a capitán de navío, y luego, en 1924 a contraalmirante de la Armada. De acuerdo al historiador Francisco Cavada, poco después ya habría cumplido, además, los requisitos para ser ascendido a vicealmirante.
El 29 de enero de 1925, en el contexto de la crisis política luego de la caída del presidente Arturo Alessandri, fue designado ministro de Marina en la Junta de Gobierno liderada por Emilio Bello Codesido, que a través del golpe de Estado del 23 de enero, derrocó a la anterior Junta liderada por el general Luis Altamirano. En el ejercicio del cargo, entre el 31 de julio y el 10 de agosto, fue subrogado por el ministro de Obras Públicas, Comercio y Vías de Comunicación, Francisco Mardones Otaíza. Fue ratificado en la repartición luego de que Alessandri reasumiera como presidente el 20 de marzo, luego como vicepresidente Luis Barros Borgoño el 1 de octubre, y como presidente electo Emiliano Figueroa Larraín el 23 de diciembre, dejando finalmente el puesto el 12 de enero de 1926, siendo sucedido por el almirante Arturo Swett Otaegui.
En febrero de 1927, con casi treinta y siete años de servicio, se acogió a retiro de la Armada. Falleció en Santiago de Chile el 24 de mayo de 1935 a causa de una cirrosis hepática, a los 61 años, siendo sepultado en el Cementerio General de esa ciudad, aunque posteriormente trasladado al Cementerio Santa Inés de Viña del Mar junto a su esposa Ester Calderón.